# 布基
49°5′34″N 30°24′11″E / 49.09278°N 30.40306°E
布基（烏克蘭語：Буки）是位於烏克蘭中部的市級鎮，由切爾卡瑟州烏曼區的布基市鎮負責管轄，並為該市鎮的行政中心。該鎮處於吉爾西基季基奇河畔，分別距離馬尼基夫卡19公里和切爾卡瑟158公里，海拔高度224米，2018年人口1,804。